# بی‌آردی-گروپ سوسیته ژنرال
بی‌آردی-گروپ سوسیِتِه ژنرال (به فرانسوی: BRD – Groupe Société Générale) بانک رومانیایی است، که شرکت خدمات مالی فرانسوی؛ سوسیته ژنرال مالکیت ۵۹ درصد از سهام آن را در اختیار دارد.
این بانک در سال ۱۹۲۳ با نام بانک توسعه رومانی یا بی‌آردی، توسط دولت رومانی تأسیس شد و در سال ۱۹۹۹ در پی خریداری آن توسط سوسیته ژنرال، نام آن به فرم کنونی تغییر کرد.
بانک بی‌آردی-گروپ سوسیِتِه ژنرال با دارایی معادل ۸٫۷ میلیارد یورو، دارای بیش از ۲٫۲ میلیون مشتری است و بیش از ۹۰۰ شعبه در سراسر رومانی دارد. این بانک به‌عنوان دومین بانک بزرگ رومانی شناخته می‌شود.